# Clint Ramos
Clint Ramos (Cebu, ...) è un costumista filippino naturalizzato statunitense.

## Biografia
Nato e cresciuto a Cebu, ha studiato all'Università di Diliman e, dopo essersi trasferito negli Stati Uniti nel 1993, si è perfezionato all'Università di New York, dove ha conseguito un Master of Fine Arts nel 1997.
Ha esordito come costumista a Broadway nel 2014 con Violet e da allora vi è tornato per curare i costumi di oltre una dozzina tra musical e opere di prosa; per il suo lavoro a Broadway ha ottenuto sette candidature ai Tony Award, vincendo il Tony Award ai migliori costumi di un'opera teatrale nel 2016 per Eclipsed. Inoltre ha vinto due Obie Award per il suo lavoro come costumista nel teatro dell'Off-Broadway. Nel 2025 è stato nominato "artista in residenza" al Lincoln Center.
Vive a New York con il marito Jason Moff e la figlia.

## Filmografia
- Lingua franca, regia di Isabel Sandoval (2019)
- Respect, regia di Liesl Tommy (2021)